# Oribatulidae
Oribatulidae zijn  een familie van mijten. Bij de familie zijn 47 geslachten met circa 300 soorten ingedeeld.